# Fieberiella leridana
Fieberiella leridana är en insektsart som beskrevs av Dlabola 1985. Fieberiella leridana ingår i släktet Fieberiella och familjen dvärgstritar. Inga underarter finns listade i Catalogue of Life.